# Gonna be the Twintails !!
 (août 2021).
Si vous disposez d'ouvrages ou d'articles de référence ou si vous connaissez des sites web de qualité traitant du thème abordé ici, merci de compléter l'article en donnant les références utiles à sa vérifiabilité et en les liant à la section « Notes et références ».
Gonna be the Twin-Tail!! (俺、ツインテールになります。, Ore, Tsuintēru ni Narimasu. «Moi je deviendrai les couettes !!»), abrégé en OreTwi (俺ツイ) et parfois traduit en français en « Moi je me transformerai en guerrière à couettes », est une série de light novel japonais écrite par Yume Mizusawa et illustrée par Ayumu Kasuga. La série est prépubliée dans le Gagaga Bunko de Shogakukan puis compilée en 21 volumes reliés entre 2012 et 2020. Une adaptation animée est produite par Production IMS et diffusée au Japon du 9 octobre 2014 au 25 décembre 2014 et est disponible en France sur la plateforme Crunchyroll.

## Synopsis
Soji Mitsuka est un lycéen ordinaire qui a une obsession pour les coiffures en couettes (twin-tails en anglais). Un jour, il rencontre une mystérieuse fille nommée Twoearle, qui vient d'une autre planète, lorsque des monstres apparaissent dans sa ville et déclarent que toutes les couettes du monde leurs appartiennent. Ces monstres se nourrissent de la « force d'attribut », l'énergie spirituelle des humains issue de leurs goûts et préférences et dont « l'amour des couettes » est la plus puissante. Twoearle confie alors à Soji un « Tail Gear », une armure alimentée par son attribut le plus puissant : son amour des couettes. Avec cette armure, Soji se transforme donc en une petite fille, une guerrière à couettes (ツインテイルズ関係者, tsuinteiruzu kankei-sha) nommée Tail Red, pour protéger la Terre.